# Yunnaedon
Yunnaedon là một chi bọ cánh cứng trong họ Chrysomelidae.
Chi này được miêu tả khoa học năm 2000 bởi Daccordi & Medvedev.

## Các loài
Chi này gồm các loài:
- Yunnaedon pankui Daccordi & Medvedev, 2000